# Кингсланд (Џорџија)
Кингсланд (енгл. Kingsland) град је у америчкој савезној држави Џорџија. По попису становништва из 2010. у њему је живело 15.946 становника.

## Демографија
Према попису становништва из 2010. у граду је живело 15.946 становника, што је 5.440 (51,8%) становника више него 2000. године.
| Група             | 2000.         | 2010.          |
| Белци             | 7.475 (71,1%) | 10.501 (65,9%) |
| Афроамериканци    | 2.221 (21,1%) | 3.685 (23,1%)  |
| Азијати           | 162 (1,5%)    | 361 (2,3%)     |
| Хиспаноамериканци | 379 (3,6%)    | 883 (5,5%)     |
| Укупно            | 10.506        | 15.946         |